# Банчены
Банче́ны (укр. Банчени, рум. Bănceni) — село в Острицкой сельской общине Черновицкого района Черновицкой области Украины.
До 2020 года входило в Герцаевский район.
Население по переписи 2001 года составляло 847 человек. Почтовый индекс — 60523. Телефонный код — 3740. Код КОАТУУ — 7320781302.

## Достопримечательности
- Свято-Вознесенский монастырь (популяризован документальным фильмом М.Шадрина «Форпост», 2007)